# Śriwidja

Śrijantra

Śriwidja (trl. Śrīvidyā, ang. Shri Vidya) – tantryczna tradycja hinduistyczna wyłoniona z zachodniego przekazu nurtu kaula (kula) w odmianie śrikula (tantryzm „rodu łaskawej bogini”).
Centralnym bóstwem jest bogini Lalita Tripurasundari a charakterystycznym diagramem najpopularniejsza z jantr – śrijantra.

## Pisma
- Nitjaszodasikatnawa – „Ocean tradycji Szesnastu Wiecznych Bogiń”
- Joginihrydaja – „Serce Jogini”
- Tantraradźajantra – „Król tantr”
- Saundarjalahari – „Ocean piękna”
- Lalitasahasranama – „Tysiąc imion Lality”
- Tripuropaniszad – „Sekret Tripury”

- Parasuramakalpasutra
- Saubhagjaćintamani[3]

## Recepcja w Indiach
- Tamilnadu (Śringeri, Kańćipuram)
- Kerala
- Karnataka[3].

Wyróżnia się kilka szkół śriwidji, w tym w ogólności:
1. samajaćara – samaja-tantra nazywana jest również „Tantrą prawej ręki”. Uczniowie samaja-tantry praktykują medytację na sahasraraćakrze. Zdobywają również wiedzę o ćakrach, nadi i pranach. Samajaćara uważana jest za najczystszą i najbardziej duchową z trzech ścieżek tantry.
2. miszraćara – uczniowie Miszra-tantry praktykują medytację oraz praktyki zewnętrzne, mające na celu otworzenie ćakry anahata.
3. kaulaćara – kaula-tantra nazywana jest również „tantrą lewej ręki”. Jej adepci medytują nad energią kundalini i wykorzystują praktyki zewnętrzne intensywnie przyjemne i nieprzyjemne (najczęściej seksualne) w celu otworzenia ćakry muladhara. Uważa się, że praktyki te są często nadużywane w szkodliwy sposób[potrzebny przypis].

Część szkół południowoindyjskich uległa znacznie wpływom wedanty, zatraciła tantryczny charakter niektórych rytuałów i dostosowała się do wymogów ortodoksji.

## Recepcja w Polsce
Grupa Wyznaniowa „Shri Vidya” była oficjalnie zarejestrowanym związkiem wyznaniowym, praktykującym w Polsce tę tradycję hinduizmu.